# Tiznit
Tiznit (en lengua bereber: ⵜ ⵉ ⵣ ⵏ ⵉ ⵜ, en árabe: تزنيت‎) es una ciudad del sur de Marruecos, a 690 km de Rabat y a 80 al sur de Agadir, capital de la provincia de Tiznit, en la región de Sus-Masa. La población de la ciudad es de mayoría berberófona (lengua bereber) y alcanzaba los 74.699 habitantes en 2014. Es un cruce de caminos entre el Sahara Occidental, el océano Atlántico (15 km al oeste), el Alto Atlas (90 km al norte) y el Anti-Atlas (sur y este).

## Historia
Fundada en el siglo XIX, los orígenes del lugar no aparecen mencionados salvo en la tradición oral que dice que fue fundada por una prostituta, luego santa y cuya perra descubrió la primera fuente (La *in Akdim, la Fuente Vieja). Fue asediada por sheriff Hashim un-Ali, asesinado en 1825, porque se oponía constantemente a la hegemonía del Tazerwalt.
El sultán alauí Hasán I toma y fortifica el lugar en 1883, dotándolo de una larga muralla. La expedición del sultán Hasán I en 1886 reforzó el poder del gobierno central en la zona, de creciente importancia frente ala soberanía de Ifni por España tras el Tratado de Wad Ras (1860).
También se instaló allí el jeque Maa al-Ayn tras ser expulsado del Sahara en 1909 por los franceses. Su hijo Ahmad al-Hiba tuvo el apoyo de las tribus de la zona e inició la yihad y se proclamó sultán en 1912, convirtiendo Tiznit en capital de su sultanato, pero fue derrotado cerca de Marrakech.
En 1936 la población era de 4.662 habitantes, de los cuales 357 eran judíos y 132 eran europeos. En 1969 asumió el territorio de la hasta entonces provincia española de Ifni. En 1982 tenía 23.000 habitantes y fue elevada a capital de la provincia del Sous. En 2014 alcanzó los 74.699 habitantes.
La plaza de al-Mechouar es el centro de la villa con el palacio de Hasán I; al frente estaba la residencia del gobernador militar francés durante el protectorado. La medina está dividida en cuatro barrios centrados en una fuente abundante que permitía regar los jardines, pero hace unos años perdió caudal cuando se abrió otra fuente en el territorio de los Uled Jarra. La ciudad destaca por su orfebrería especialmente con sus fíbulas. El Parque nacional de Sus-Masa se encuentra justo al norte de la ciudad.

## Galería de fotos

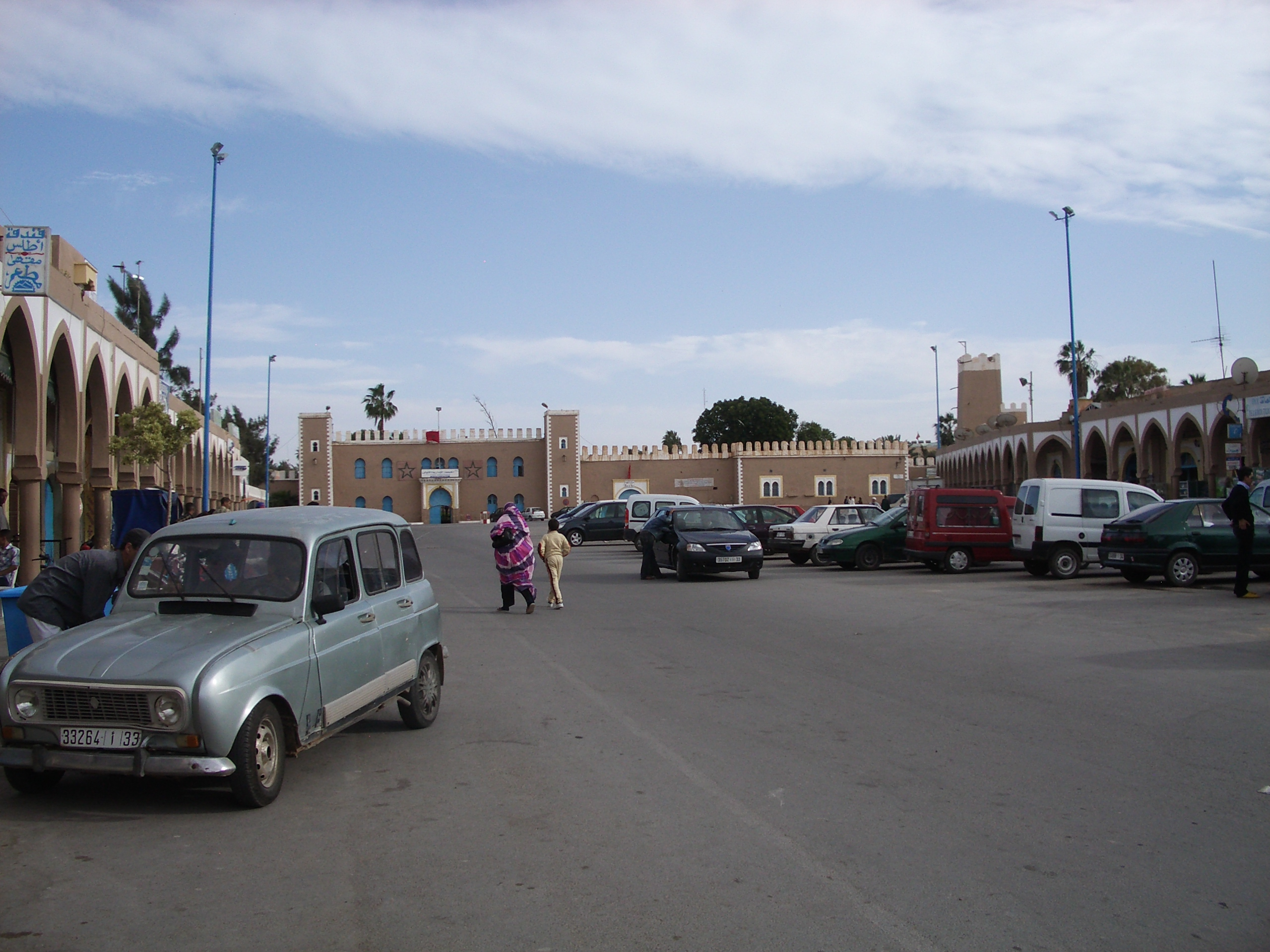
La plaza principal de Tiznit.
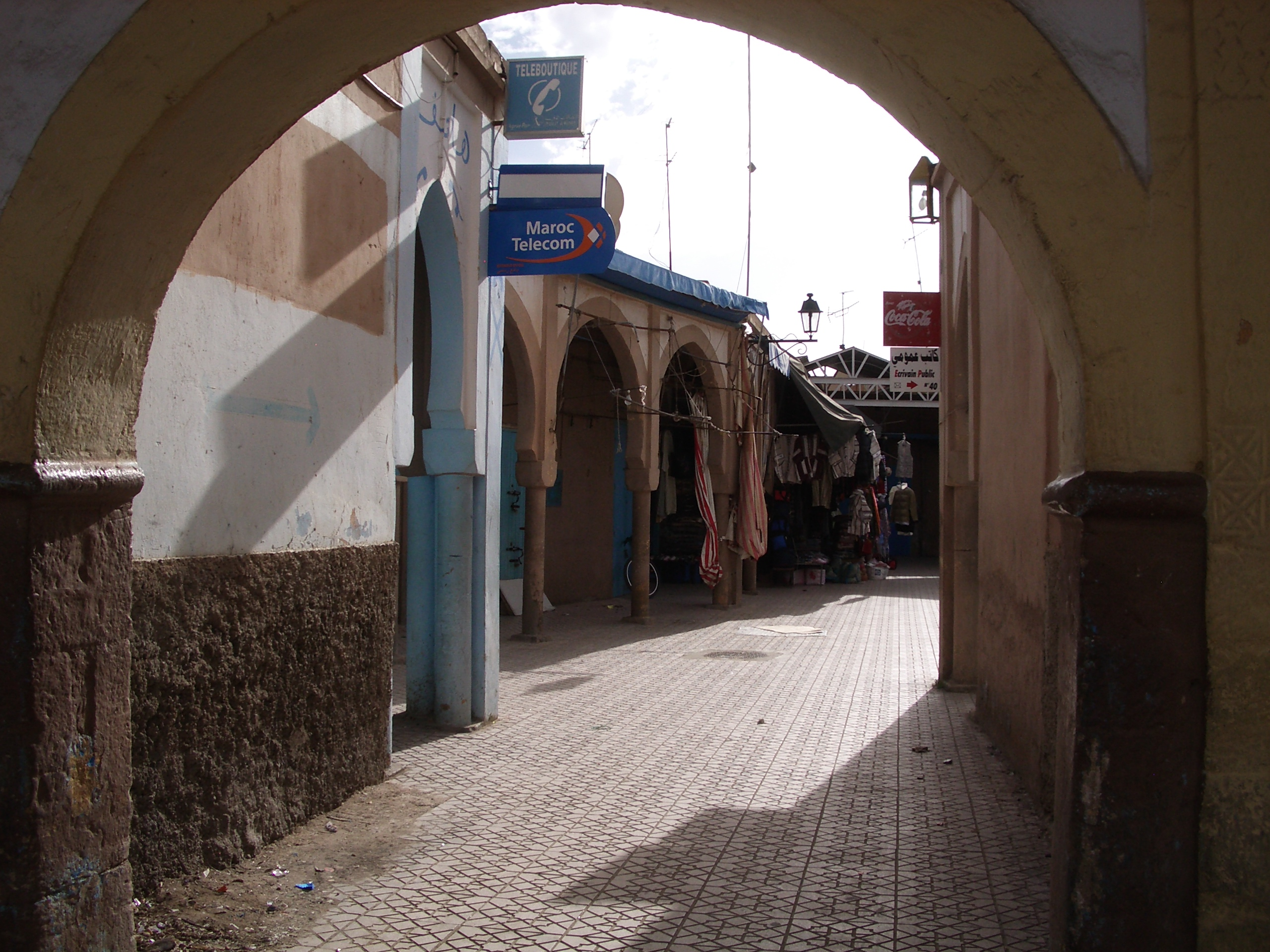
Calle de Tiznit.
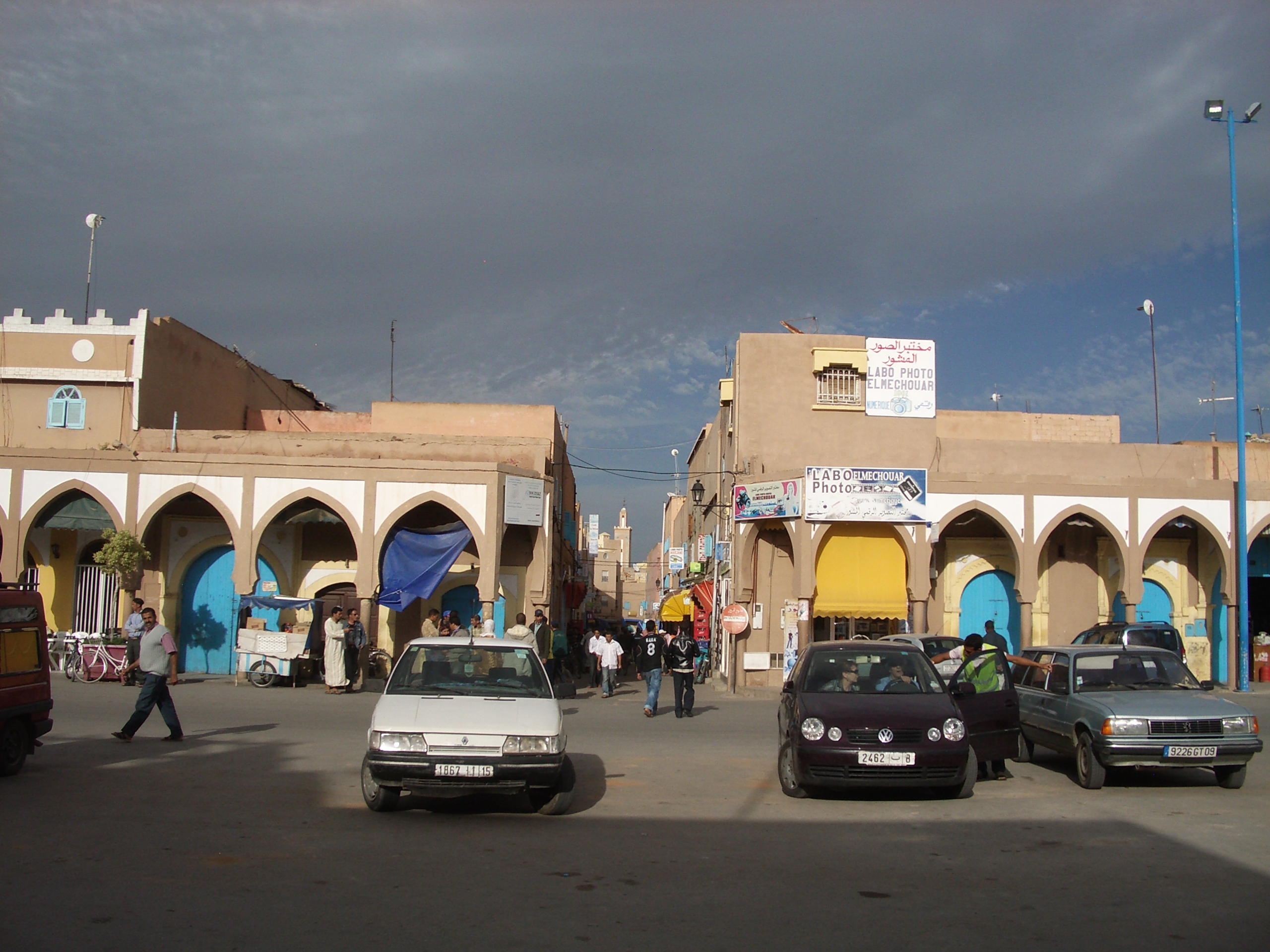
Centro de Tiznit.